# Alexander Berntsson
Erik Alexander Berntsson (Halmstad, 30 marzo 1996) è un calciatore svedese, difensore del Selfoss.

## Carriera
Berntsson è un prodotto del settore giovanile dell'Halmstad.
Il suo debutto in prima squadra e in Allsvenskan è avvenuto il 29 agosto 2014, quando l'Halmstad ha vinto in trasferta per 4-1 sul campo dell'Helsingborg. Risulterà essere anche l'unica presenza personale di quella stagione. Durante l'Allsvenskan 2015 ha collezionato 19 presenze totali, ma 17 di queste sono state frutto di un ingresso a partita in corso. La squadra si è classificata al penultimo posto ed è retrocessa. Nella Superettan 2016 l'Halmstad è arrivato secondo, conquistando il ritorno nella massima serie. Berntsson ha giocato 24 partite, di cui 12 da titolare. Al termine dell'Allsvenskan 2017 la squadra è nuovamente scesa in Superettan. Nel corso dell'annata, Berntsson ha realizzato la sua prima rete da professionista, aprendo le marcature nel vittorioso 2-1 interno sull'IFK Norrköping resosi però inutile ai fini della salvezza. Dopo altri tre anni in Superettan, nel 2021 è tornato a calcare i campi dell'Allsvenskan, sempre con la maglia dell'Halmstad, che però a fine stagione retrocede nuovamente. Nella Superettan 2022 Berntsson disputa 22 partite facendo registrare 1 gol e 2 assist, in una stagione terminata con una nuova promozione.
Nonostante ciò, questa volta Berntsson non ha seguito la squadra nella massima serie, poiché nel gennaio 2023 si è unito a parametro zero allo Jönköpings Södra (campionato di Superettan) con un contratto biennale.

## Palmarès

### Competizioni nazionali
- Superettan: 1

Halmstad: 2020